# Tachibana (Buke)

Wappen der Tachibana
(Tachibana mamori)

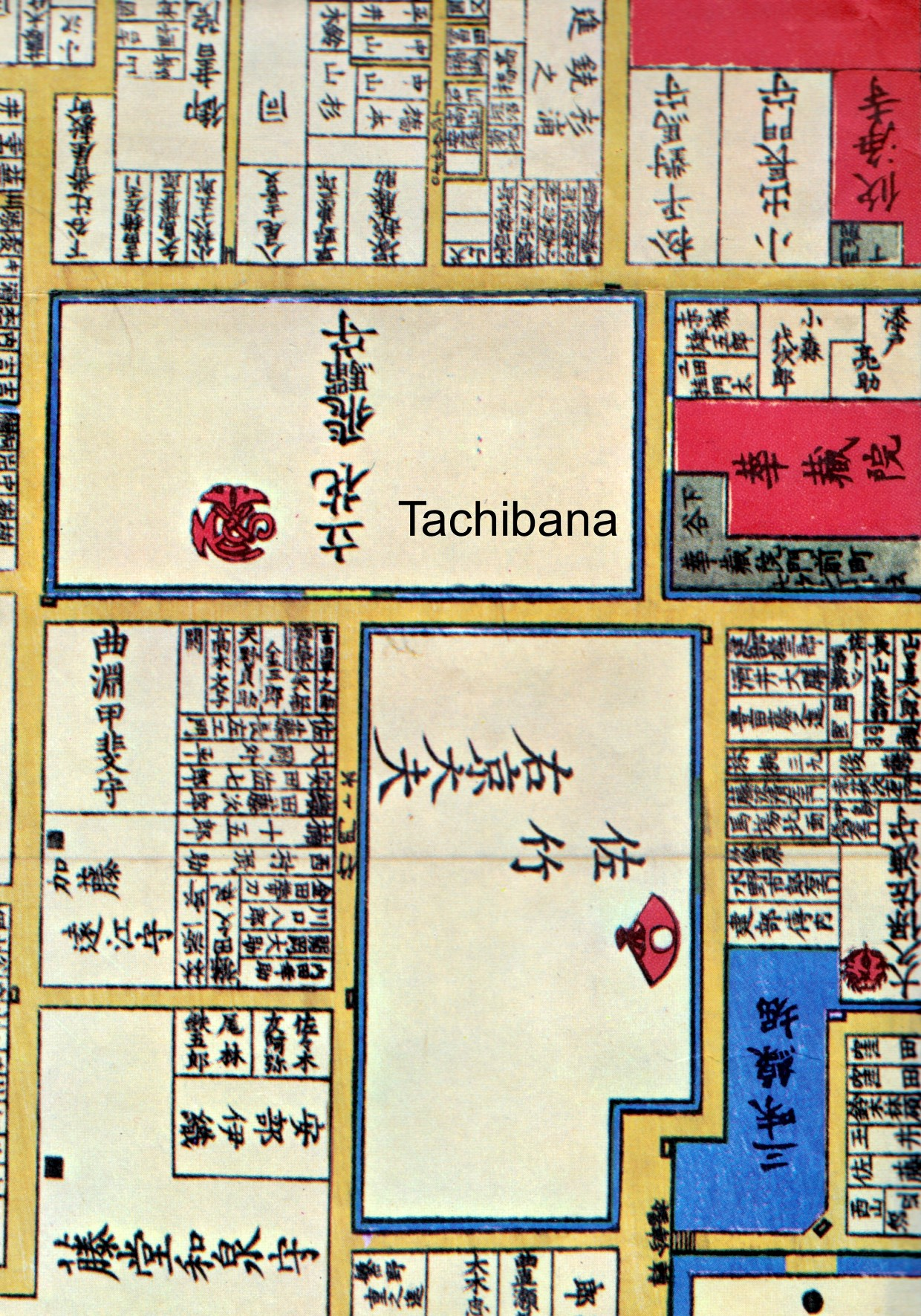
Tachibana-Residenz in Edo
(Taitō, Taitō 4-chome)

Die Tachibana (japanisch 立花氏, Tachibana-shi) waren eine Familie des japanischen Schwertadels (Buke), die sich von Ōtomo Sadamune und über ihn von den Seiwa-Genji ableitete. Mit einem Einkommen von 119.000 Koku gehörten die in Yanagawa (Präfektur Fukuoka) residierenden Tachibana zu den größeren Tozama-Daimyō der Edo-Zeit.

## Genealogie
- Akitsura (鑑連, 1516–1585)
- Muneshige (宗茂, 1567–1642) war Sohn des Takahashi Shigetane und wurde von Akitsura als Erbe adoptiert. 1586 besiegte er die Shimazu und erhielt von Toyotomi Hideyoshi das Lehen Yanagawa in der Provinz Chikugo mit einem Einkommen von 120.000 koku. Er nahm am Korea-Feldzug teil und besiegte zusammen mit Kobayakawa Takakage die chinesische Armee. Dann half er dort Katō Kiyomasa, der in Ulsan eingeschlossen war, sich zu befreien. 1600 stand er auf der Gegenseite Tokugawa Ieyasus und wurde abgesetzt. Er erlangte aber wieder Ieyasus Wohlwollen, erhielt zunächst 1611 Tanakura (Provinz Mutsu) mit 20.000 koku, dann bekam er 1620 Yanagawa zurück mit einem Einkommen von 119.000 koku. Dort residierten die Tachibana dann bis zur Meiji-Restauration. Danach wurde der Chef des Hauses zum Graf erhoben.

Ein Nebenzweig, der sich von Naotsugu (直次, 1572–1617), einem Bruder Muneshiges, ableitete, residierte ab 1621 zunächst in Miike (Provinz Chikugo), dann von 1805 bis 1868 in Shimotedo (Mutsu), wo er jeweils ein Festes Haus (jinya) besaß, mit 10.000 koku. Nach 1868 führte der Chef Hauses den Titel Vizegraf.